# Dockey Tarn
Der Dockey Tarn ist ein See im Lake District, Cumbria, England.
Der Dockey Tarn liegt westlich des Heron Pike und östlich des Grasmere. Der See hat keinen erkennbaren Zufluss und keinen erkennbaren Abfluss.